# Bornéo du Nord aux Jeux du Commonwealth
La colonie britannique de Bornéo du Nord a participé à deux reprises aux Jeux du Commonwealth. Elle envoie sa propre délégation aux Jeux de 1958 à Cardiff et aux Jeux de 1962 à Perth. Elle n'est représentée que par une très petite délégation : Gabuh Piging est son seul représentant à Cardiff comme à Perth, prenant part aux épreuves de saut en longueur et de triple saut. Il n'obtient pas de médaille. En 1963 Bornéo du Nord intègre la Malaisie, devenant l'État de Sabah. Les athlètes originaires de l'ancienne colonie concourent dès lors sous les couleurs malaisiennes, mais Gabuh Piging ne participe quant à lui plus aux Jeux.

## Athlète et résultats
1958 :
| Nom          | Discipline | Épreuves                | Résultat                  |
| ------------ | ---------- | ----------------------- | ------------------------- |
| Gabuh Piging | Athlétisme | Saut en longueur hommes | 7,00 mètres ; 17e(sur 35) |
| Gabuh Piging | Athlétisme | Triple saut hommes      | 15,10 mètres ; 6e(sur 24) |

1962 :
| Nom          | Discipline | Épreuves                | Résultat                   |
| ------------ | ---------- | ----------------------- | -------------------------- |
| Gabuh Piging | Athlétisme | Saut en longueur hommes | 6,88 mètres ; 17e(sur 19)  |
| Gabuh Piging | Athlétisme | Triple saut hommes      | 14,46 mètres ; 10e(sur 15) |